# The Jailbird
The Jailbird è un film muto del 1920 diretto da Lloyd Ingraham sotto la supervisione di Thomas H. Ince.

## Produzione
Il film fu prodotto dalla Thomas H. Ince Corporation con il titolo di lavorazione Shakespeare Clancy.

## Distribuzione
Il copyright del film, richiesto da Thomas H. Ince, fu registrato il 26 agosto 1920 con il numero LP15497.
Distribuito dalla Famous Players-Lasky Corporation e dalla Paramount Pictures e presentato da Thomas H. Ince, il film uscì nelle sale degli Stati Uniti il 10 ottobre 1920.
Copia della pellicola viene conservata negli archivi della Library of Congress.